# Hovorčovice
Hovorčovice är en ort i Tjeckien.   Den ligger i regionen Mellersta Böhmen, i den centrala delen av landet, 12 km nordost om huvudstaden Prag. Hovorčovice ligger 231 meter över havet och antalet invånare är 1 198.
Terrängen runt Hovorčovice är platt. Runt Hovorčovice är det mycket tätbefolkat, med 1 754 invånare per kvadratkilometer. Närmaste större samhälle är Prag, 12,2 km sydväst om Hovorčovice. Trakten runt Hovorčovice består till största delen av jordbruksmark.